# پاریس (گیاه)
پاریس (نام علمی: Paris) نام یک سرده از تیره گل‌خوشه‌ایان است که در سال ۱۷۵۳ توسط کارل لینه معرفی شده است. این گیاه در سرتاسر اروپا و آسیا رشد میکند و که مرکز تنوع آن کشور چین است.